# Иоаким Павлович
Иоаким Павлович — псковский посадник в первой половине XV века.

## Биография
В псковских летописях имя Иоакима Павловича в различных формах (Яким-посадник, Яким Павлович, Яким Княжичев) встречается 7 раз (с 1410 по 1434 гг.). Прозвище «Княжичев», под которым Яким Павлович впервые упоминается в 1426 году, историки (в частности Л. М. Марасинова) объясняют родством с боярыней Акилиной, которая вышла замуж за псковского князя Фёдора Александровича (из ростовских князей, княжил во Пскове с 1417 по 1421 г.). Кроме того, историки предполагают, что род, к которому принадлежали Яким, его брат Микула (также занимавший должность посадника) и Акилина, был связан с Городецким концом Пскова.
В противовес данному взгляду, историк С. В. Городилин на основании летописного именования Якима Павловича «княжим зятем» и некоторых источников утверждает, что посадник был женат на дочери Александра Фёдоровича — другого ростовского князя, правившего во Пскове. При этом Городилин осторожно предполагает, что после 1434 года Яким Павлович или его дети вместе с князем Александром уезжают из Пскова в Северо-Восточную Русь.
О деятельности Якима Павловича известно немного. В 1409 (1410) и 1426 он ездил послом от псковичей к Витовту, в 1432 — к Свидригайло, в 1432 и 1434 — в Новгород. Кроме того, в 1431 году в качестве помощника князя (скорее всего Дмитрия Александровича, сына Александра Фёдоровича Ростовского) участвовал в строительстве каменной крепости во Гдове.